# Standard rasy
Standard rasy – opis cech zewnętrznych danej rasy kotów, według których są one oceniane przez sędziów podczas wystaw. Standardy ras zostały opracowane przez Międzynarodową Federację Felinologiczną i zawierają dokładny opis poszczególnych części kotów: zarówno ich kształt jak i kolor.
Kot za zgodność ze standardem może podczas wystawy otrzymać maksymalnie 100 punktów, przy czym każda rasa ma swoje proporcje punktów.
Np. kot rasy Maine Coon (MCO) może otrzymać:
- 40 pkt za głowę
- 35 pkt za korpus
- 20 pkt za sierść
- 5 pkt za kondycję

kot abisyński (ABY) zaś:
- 15 pkt za głowę
- 10 pkt za oczy
- 20 pkt za korpus
- 25 pkt za kolor futra
- 15 pkt za ticking futra
- 10 pkt za jakość futra
- 5 pkt za kondycję